# SE Palmeiras
Sociedade Esportiva Palmeiras, eller bara Palmeiras, är en fotbollsklubb från São Paulo i Brasilien. Klubben bildades den 26 augusti 1914 som Società Sportiva Palestra Italia, men bytte namn den 14 september 1942.

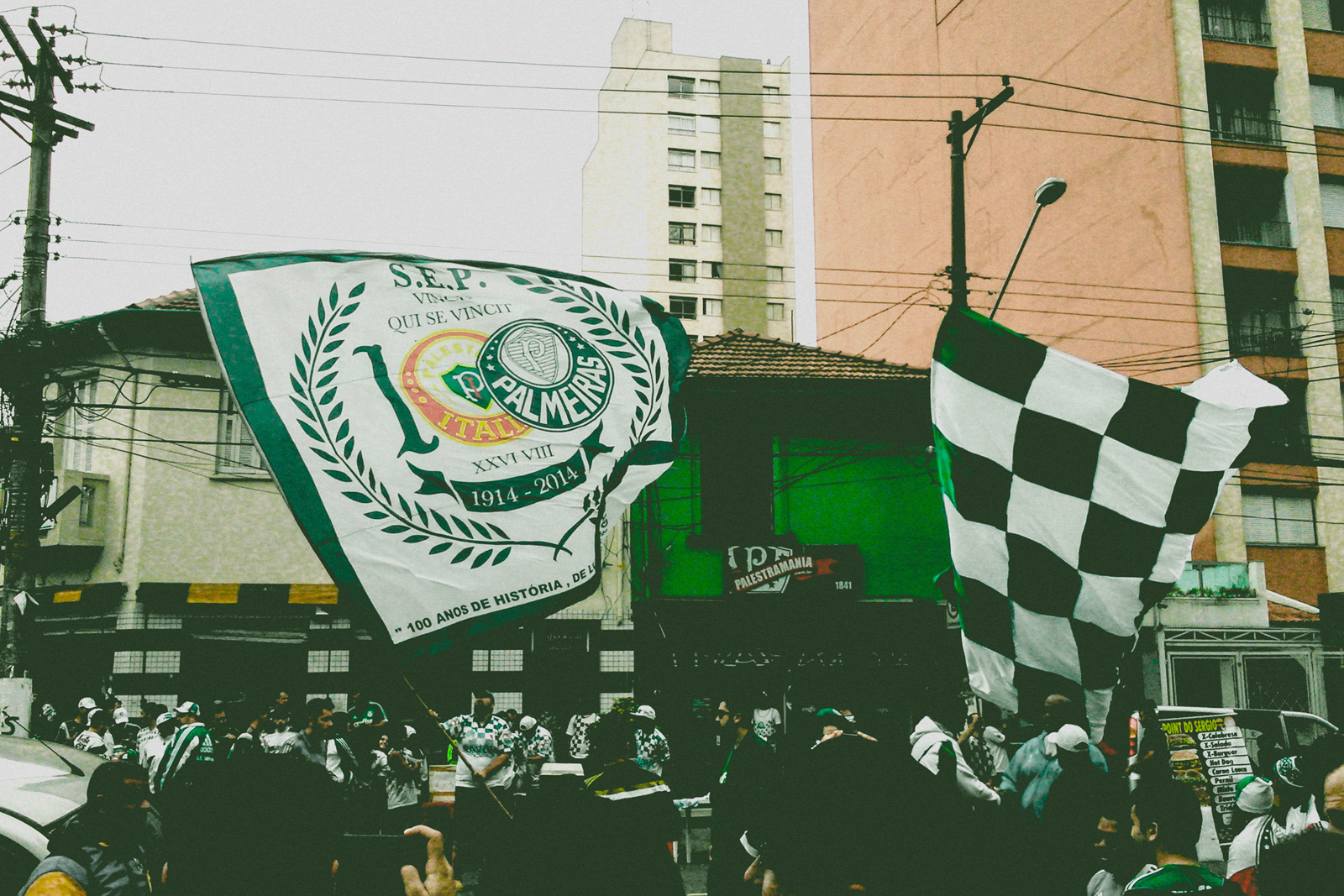
Palmeiras supporters